# Ryszard Parulski
Ryszard Parulski (n. 9 martie 1938, Varșovia, Polonia – d. 10 ianuarie 2017, Varșovia, Polonia) a fost un scrimer polonez, medaliat olimpic. A participat la 3 ediții ale Jocurilor Olimpice (1960, 1964, 1968) în care a câștigat o medalie de argint și o medalie de bronz.